# Sanna Antikainen
Pour les articles homonymes, voir Antikainen.
Sanna Maarit Antikainen (née Vehviläinen le 3 octobre 1988 à Kuopio) est une femme politique finlandaise.

## Biographie
Dans sa jounesse, Sanna Antikainen a vécu dans un foyer de protection de l'enfance entre 15 et 17 ans après avoir été maltraité par son père.
Ses deux parents sont morts d'alcoolisme quand elle avait 17-18 ans.
Sanna Antikainen a obtenu son diplôme d'assistante de service social en 2010 et a depuis travaillé dans les soins aux personnes âgées, la santé mentale et la protection de l'enfance.
En 2019, elle a obtenu son diplôme d'infirmière.

## Carrière politique
Sanna Antikainen a commencé sa carrière politique aux jeunes du parti des Finlandais, dont le groupe de Carélie du Nord était sur le point d'être fondé.
Lors des élections municipales finlandaises de 2012, elle a été élue membre du conseil municipal d'Outokumpu. Au cours de son premier mandat au conseil, 2013-2017, il a été membre du conseil scolaire de la ville. Aux élections municipales finlandaises de 2017  elle était le deuxième candidat ayant obtenu le plus de voix dans la ville. Après les élections, elle a été élue deuxième vice-présidente du conseil municipal.
Sanna Antikainen est candidate au parlement pour la première fois aux élections législatives finlandaises de 2015.
Avec 1 540 voix, elle est la 11ème parmi les candidats du parti des Finlandais dans la circonscription de Savonie-Carélie.
Aux Élections législatives finlandaises de 2019, elle est élue après avoir obtenu 5 805 voix, soit le plus grand nombre de voix du parti des Finlandais dans la circonscription de Savonie-Carélie.
Ses deux principaux thèmes étaient la critique de l'immigration et la promotion des problèmes des couches sociales les plus fragiles.
Elle est député des Vrais Finlandais pour la Circonscription de Savonie-Carélie depuis 2019.